# Nostr

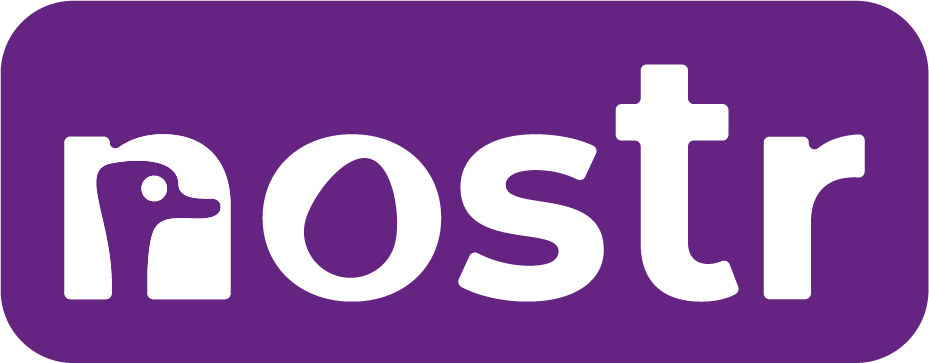

Nostr ist ein dezentrales Netzwerkprotokoll für ein verteiltes soziales Netzwerk. Der Name ist ein Akronym für „Notes and Other Stuff Transmitted by Relays“ (Notizen und anderes Zeugs übermittelt über Relaisstationen). Nachrichten in Nostr – sogenannte „Notes“ – widerstehen Zensur und werden kryptografisch überprüft.

## Protokoll
Das Protokoll erreicht Dezentralisierung, indem die Nutzer ihre Nachrichten über verschiedene Relaisstationen („relays“) veröffentlichen. Dabei handelt es sich um Websocket-Server, die den Datenstrom der Nutzer speichern und verteilen. Da alle Nutzer ihre Nachrichten mittels ihres privaten Schlüssels digital signieren, können Relaisstationen die Nachrichten nicht unerkannt ändern. Nutzer sind anhand ihres öffentlichen Schlüssels, des sogenannten „npub“-Schlüssels, verifizierbar. Dies ermöglicht es, das Nutzerkonto an andere Stationen zu übertragen.
Daten werden im Nostr-Protokoll in JSON-Blobs gespeichert, sogenannten „Events“, dem einzigen Objekttyp im Nostr-Protokoll. Allerdings gibt es verschiedene Arten („kinds“) von Events.

## Erweiterungen
Erweiterungen des Nostr-Protokolls werden als Nostr Implementation Possibilities („NIPs“) bezeichnet. Eine dieser Erweiterungen bietet die Integration mit dem Lightning Network, einem Bezahl-Protokoll, das über das Bitcoin-Netzwerk arbeitet, und dadurch Nutzern ermöglicht, kleinere Zahlungen (sogenannte "Zaps") an andere Nutzer zu senden oder diese anzufordern. Ein anderes NIP ermöglicht es, dem npub-Schlüssel eine leichter lesbares Alias in Form einer URI hinzuzufügen, die auf einen Webserver verweist, wie dies auch bei anderen Protokollen wie ActivityPub und AT Protocol möglich ist.

## Implementierungen
Der Nostr-Client Damus ist eine Mikroblogging-App ähnlich wie Twitter / X. Damus war die erste Nostr-App im App Store.

## Risiken
Da es möglich ist, schnell und anonym Konten zu erstellen und Nachrichten zu erstellen, kann über Nostr sehr leicht Spam verschickt werden, wenn dies nicht überwacht wird. Über Bridges sind auch andere soziale Netzwerke erreichbar, sodass bereits über mehrere soziale Netzwerke hinweg Spamwellen geschickt wurden, indem Nachrichten auf Nostr erstellt wurden, die dann über eine Bridge auch in ActivityPub und eine weitere Bridge in Bluesky (unter Nutzung des dort verwendeten AT Protocol) verteilt wurden.

## Geschichte
Die erste Fassung des Nostr-Protokolls wurde 2020 von einem brasilianischen Open-Source-Entwickler veröffentlicht, der unter dem Pseudonym „fiatjaf“ bekannt ist. Nostr war seine Antwort auf empfundene Moderationsprobleme bei Twitter, aber auch technische und kulturelle Unzufriedenheit mit anderen Protokollen wie ActivityPub und Secure Scuttlebutt.
Die Damus-App, die das Nostr-Protokoll nutzt, wurde im Februar 2023 auf Anweisung der Cyberspace-Verwaltung Chinas zwei Tage nach ihrer Veröffentlichung aus der chinesischen Fassung des Apple App Store entfernt.
Im Mai 2023 hatte das soziale Netzwerk, in dem das Nostr-Protokoll verwendet wird, mehr als 18 Millionen registrierte Nutzer.

## Bekannte Nutzer
Nostr ist insbesondere bei Bitcoin-Nutzern und auch in anderen Kryptowährungs-Communities beliebt.
Die Entwicklung von Nostr wird von Twitter-Mitbegründer Jack Dorsey befürwortet und finanziell unterstützt.
Die US-Senatorin Cynthia Lummis und der Ethereum-Entwickler Vitalik Buterin gehören zu den Early Adopters.